# Ex cimatoria Campolmi

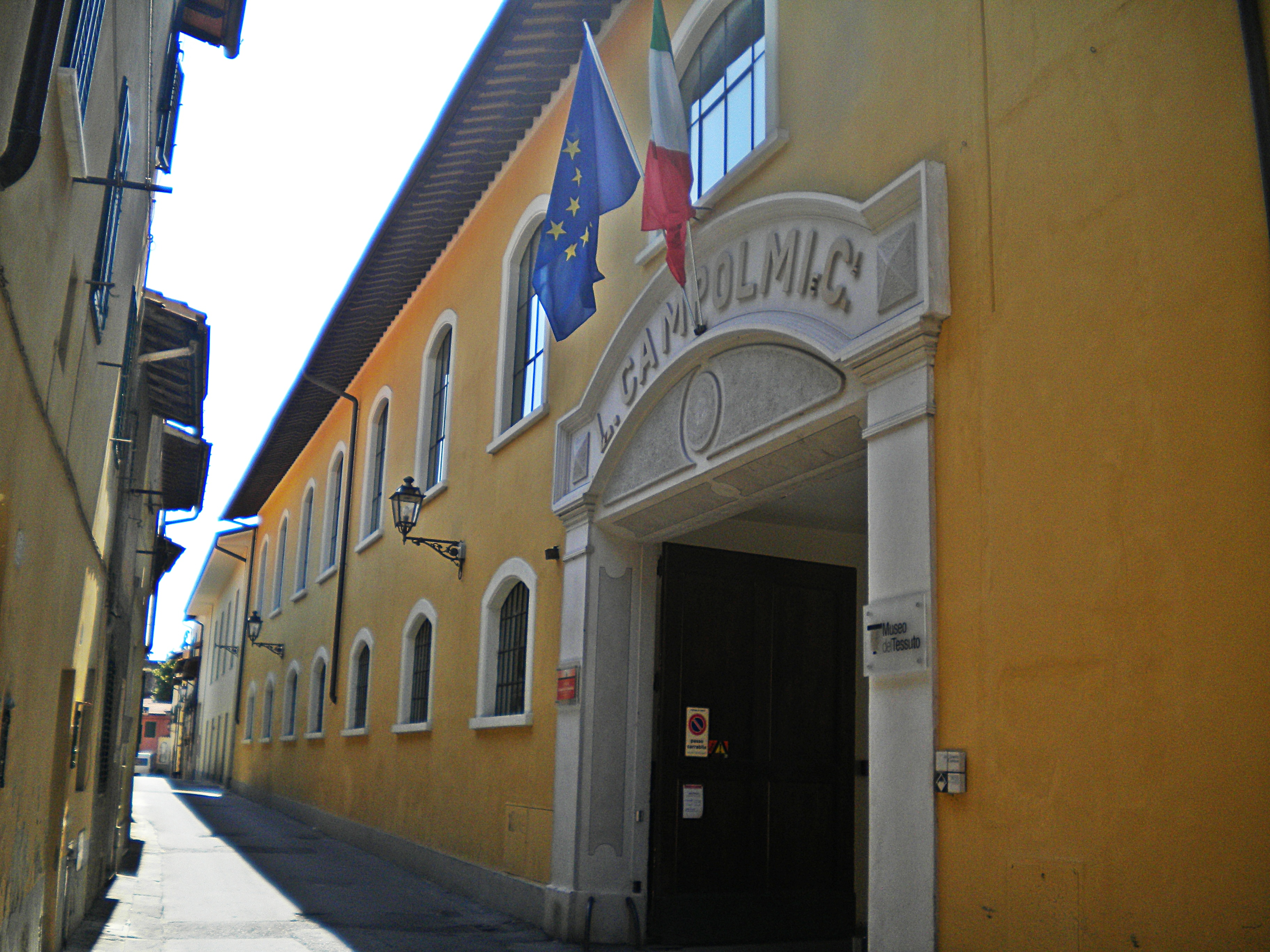
L'antico ingresso

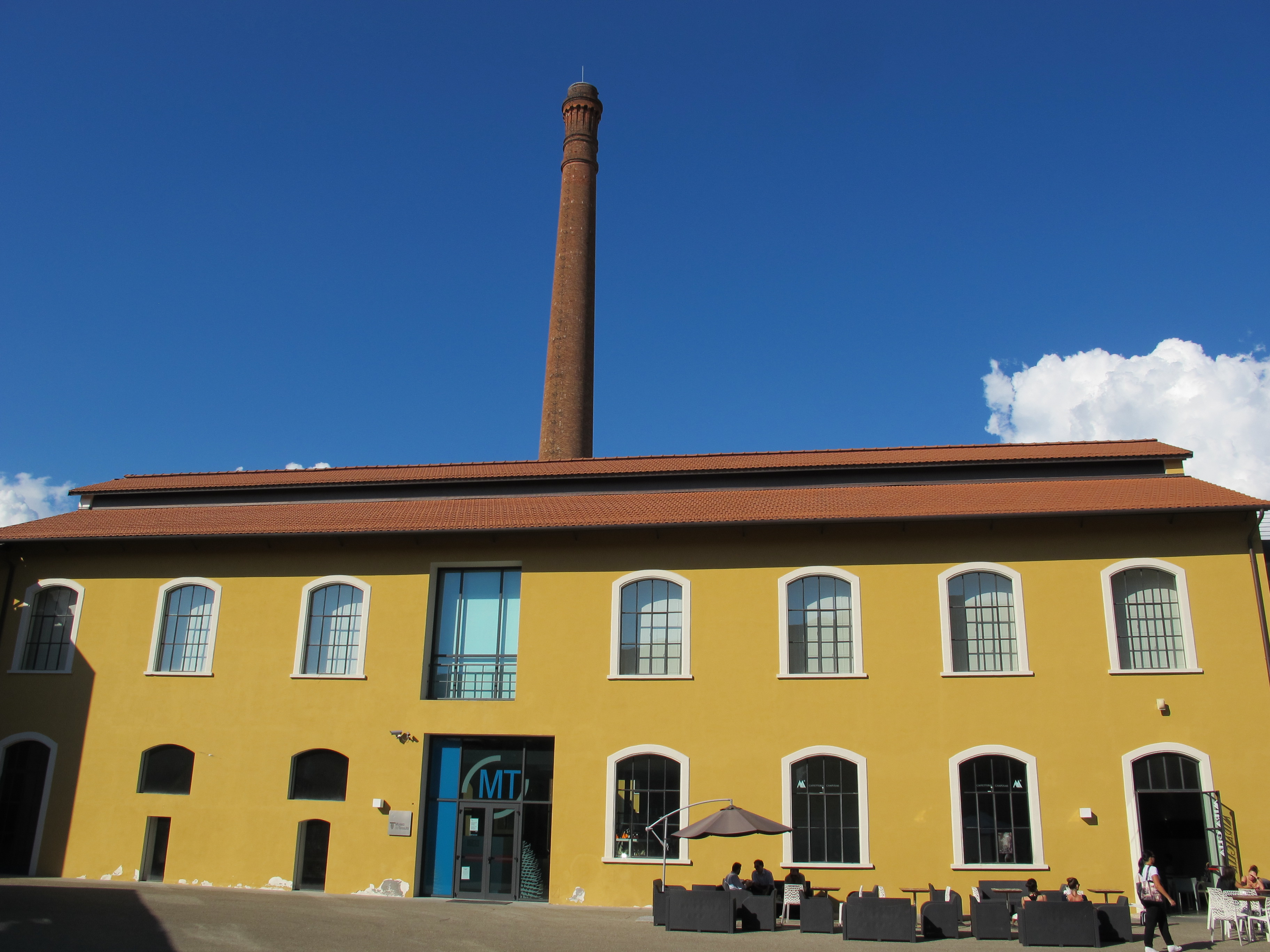
La ciminiera

L'ex cimatoria Campolmi è un complesso di archeologia industriale situato nel centro storico di Prato. L'insieme degli edifici è stato parzialmente recuperato e in essi trovano oggi sede il Museo del tessuto e la Biblioteca comunale Lazzerini.

## Storia
L'ex cimatoria Campolmi, una delle fabbriche più antiche del comune di Prato, sviluppatasi nell'Ottocento intorno a un mulino già esistente nel Quattrocento è uno dei più importanti esempi di architettura industriale in Toscana.
La "Cimatoria Campolmi Leopoldo e C." è una fabbrica simbolo della storia produttiva pratese, presso la quale i tessuti allo stato grezzo venivano rifiniti (finissaggio) attraverso diverse fasi di lavorazione (follatura, tintura, garzatura, cimatura, calandratura).
L’attività dello stabilimento cessa nel 1968 anche se alcune parti della fabbrica restano attive fino al 1994. L'edificio viene quindi comprato dal comune di Prato per un progetto di riqualificazione della fabbrica e del quartiere.

## Il recupero
Il restauro dell'antica cimatoria è stato effettuato dal Comune di Prato, con il contributo finanziario dell'Unione Europea, su progetto dell'architetto Marco Mattei.